# Les Vallois
Les Vallois là một xã ở tỉnh Vosges, vùng Grand Est, Pháp. Xã này có diện tích 5,25 km² dân số năm 1999 là 95 người. Xã này nằm ở khu vực có độ cao từ 296–393 m trên mực nước biển.
Người dân địa phương danh xưng tiếng Pháp là Valloisiens.

## Biến động dân số
| Năm | 1877 | 1962 | 1968 | 1975 | 1982 | 1990 | 1999 |
| --- | ---- | ---- | ---- | ---- | ---- | ---- | ---- |
| Dân số | 193  | 119  | 122  | 114  | 100  | 95   | 95   |
| From the year 1962 on: No double counting—residents of multiple communes (e.g. students and military personnel) are counted only once. |      |      |      |      |      |      |      |